# Cacia compta
Cacia compta là một loài bọ cánh cứng trong họ Cerambycidae.